# Franck Sauzée
Franck Sauzée (ur. 28 października 1965 w Aubenas) – piłkarz francuski grający na pozycji pomocnika.

## Kariera klubowa
Karierę piłkarską Sauzée rozpoczął w amatorskim klubie UMS Montélimar. W 1983 roku odszedł do FC Sochaux-Montbéliard i wtedy też zadebiutował w jego barwach w rozgrywkach Ligue 1. Od 1984 roku był podstawowym piłkarzem Sochaux, a w 1987 roku spadło z nim do Ligue 2. W 1988 roku powrócił do pierwszej ligi i wystąpił w przegranym po rzutach karnych finale Pucharu Francji z FC Metz. Po awansie odszedł z drużyny „Les Lionceaux”.
Kolejnym klubem Francka w karierze była Olympique Marsylia. Był współtwórcą sukcesów klubu w następnych sezonach. W 1989 roku wywalczył swoje pierwsze mistrzostwo Francji, a także po pierwszy Puchar Francji. W 1990 roku ponownie sięgnął po tytuł mistrzowski, a następnie na jeden sezon przeszedł do AS Monaco, z którym również został zdobywcą krajowego pucharu. W 1991 roku wrócił do Marsylii, a w 1992 zespół ten trzeci raz z rzędu obronił mistrzostwo Ligue 1. Z kolei w 1993 roku Sauzée zwyciężył wraz z Olympique w finale Ligi Mistrzów (1:0 z Milanem).
Latem 1993 Sauzée wyjechał do Włoch i przez rok grał w Serie A w barwach Atalanty BC. W 1994 roku powrócił do Francji i był zawodnikiem RC Strasbourg. Z kolei w 1996 roku ponownie zmienił barwy klubowe, gdy odszedł do Montpellier HSC. Występował w nim do 1999 roku, a łącznie w lidze francuskiej zdobył 71 goli w 369 rozegranych spotkaniach.
W latach 1999–2002 Sauzée występował w lidze szkockiej w drużynie Hibernian F.C. z Edynburga. W grudniu 2001 został mianowany menedżerem zespołu po tym, jak Alex McLeish odszedł do Rangers F.C. Jako menedżer pracował tylko do marca 2002. Jego miejsce zajął Bobby Williamson.
| Sezon   | Klub                   | Kraj    | Rozgrywki      | Mecze | Bramki |
| ------- | ---------------------- | ------- | -------------- | ----- | ------ |
| 1983/84 | FC Sochaux-Montbéliard | Francja | Ligue 1        | 19    | 1      |
| 1984/85 | FC Sochaux-Montbéliard | Francja | Ligue 1        | 37    | 8      |
| 1985/86 | FC Sochaux-Montbéliard | Francja | Ligue 1        | 27    | 7      |
| 1986/87 | FC Sochaux-Montbéliard | Francja | Ligue 1        | 37    | 8      |
| 1987/88 | FC Sochaux-Montbéliard | Francja | Ligue 2        | 30    | 16     |
| 1988/89 | Olympique Marsylia     | Francja | Ligue 1        | 32    | 4      |
| 1989/90 | Olympique Marsylia     | Francja | Ligue 1        | 36    | 5      |
| 1990/91 | AS Monaco              | Francja | Ligue 1        | 28    | 7      |
| 1991/92 | Olympique Marsylia     | Francja | Ligue 1        | 22    | 2      |
| 1992/93 | Olympique Marsylia     | Francja | Ligue 1        | 35    | 12     |
| 1993/94 | Atalanta BC            | Włochy  | Serie A        | 16    | 1      |
| 1994/95 | RC Strasbourg          | Francja | Ligue 1        | 30    | 5      |
| 1995/96 | RC Strasbourg          | Francja | Ligue 1        | 27    | 4      |
| 1996/97 | Montpellier HSC        | Francja | Ligue 1        | 27    | 7      |
| 1997/98 | Montpellier HSC        | Francja | Ligue 1        | 12    | 0      |
| 1998/99 | Montpellier HSC        | Francja | Ligue 1        | 9     | 2      |
| 1998/99 | Hibernian F.C.         | Szkocja | Premier League | 9     | 2      |
| 1999/00 | Hibernian F.C.         | Szkocja | Premier League | 25    | 5      |
| 2000/01 | Hibernian F.C.         | Szkocja | Premier League | 33    | 2      |
| 2001/02 | Hibernian F.C.         | Szkocja | Premier League | 10    | 4      |

## Kariera reprezentacyjna
W reprezentacji Francji Sauzée zadebiutował 24 sierpnia 1988 roku w zremisowanym 1:1 towarzyskim spotkaniu z Czechosłowacją. W 1992 roku został powołany przez selekcjonera Michela Platiniego na Euro 92. Tam wystąpił we dwóch meczach ze Szwecją (1:1) i z Anglią (0:0). Ogółem w reprezentacji Francji do 1993 roku rozegrał 39 meczów i zdobył 9 goli.